# Fighting Saints du Minnesota
Les Fighting Saints du Minnesota sont deux franchises de hockey sur glace professionnel basées à Saint Paul, dans l'État du Minnesota qui évoluaient dans l'Association mondiale de hockey. La première équipe était l'une des douze franchises originales de l'AMH, jouant de 1972 à 1976. La seconde équipe avait été créée à la suite du déménagement des Crusaders de Cleveland à Saint-Paul et avait joué en partie la saison 1976-1977. Aucune des deux franchises n'a joué en totalité sa dernière saison.

## Première franchise
La première équipe était l'une des douze franchises originales de l'AMH. Elle a joué quatre saisons à compter de la saison 1972-1973. Le premier match des Fighting Saints, une défaite 4-3 contre les Jets de Winnipeg, fut joué le 13 octobre 1972 au St. Paul Auditorium. En cours de saison, le St. Paul Civic Center fut ouvert en janvier 
1973. Le premier match dans la nouvelle patinoire fut joué le 1er janvier 1973, se soldant par un nul 4-4 après prolongations avec les Aeros de Houston.
Les couleurs de l'équipe étaient bleu roi, or et blanc. Le nom fut pris des Saints de St. Paul de la Ligue internationale de hockey, qui utilisés le surnom de « Fighting Saints » dans du matériel promotionnel.
Au début, Les Saints avaient une politique à favoriser les joueurs locaux, avec dans l'effectif de la saison 1972-73 pas moins de onze joueurs qui étaient nés dans le Minnesota ou, dans le cas des anciens internationaux Keith Christiansen, George Konik et Carl Wetzel, citoyens américains. Ceci était rare au début des années 1970, où peu d'équipes de l'AMH ou la Ligue nationale de hockey avaient un joueur américain.
Malgré leur succès sur la glace - les Saints n'avaient jamais manqué les séries éliminatoires ou eu une saison négative - l'affluence était faible dû au marché bondé du Minnesota. La concurrence directe avec les North Stars du Minnesota de la LNH, les puissants Golden Gophers de l'Université du Minnesota, vainqueur de deux championnats NCAA durant cette période, et les populaires équipes de hockey des high schools condamnait l'avenir de l'AMH dans cette région. Les Saints avaient une fiche positive de 30-25-4 quand ils cessèrent leurs activités le 28 février 1976, en raison de difficultés financières.
Le dernier match fut joué le 25 février 1976 au Civic Center, une défaite 1-2 après prolongations contre les Mariners de San Diego, devant une foule 6 011 spectateurs.

## Seconde franchise
À la suite du déménagement des Golden Seals de la Californie de la LNH à Cleveland pour devenir les Barons de Cleveland, les Crusaders de Cleveland de l'AMH s'installèrent à Saint-Paul pour la saison 1976-1977. Comme leurs prédécesseurs, la seconde version des Saints - appelés les « New Fighting Saints » dans la publicité et le matériel promotionnel - avaient une fiche positive après leurs 42 premières parties (19-18-5), mais le propriétaire Nick Mileti fut incapable de vendre l'équipe à des acheteurs locaux. La franchise mit officiellement un terme à ses activités le  20 janvier 1977. Les « New » Fighting Saints jouèrent leur dernier match le 14 janvier 1977, une victoire 9-5 contre les Racers d'Indianapolis.
Le design du logo et du chandail de l'équipe étaient identiques à ceux de la première équipe, à l'exception que le bleu roi fut remplacé par du rouge écarlate.

## Joueurs
Ted Hampson était l'unique capitaine de la première franchise des Saints. Ron Ward fut capitaine des « New » Saints avant d'être remplacé en cours de saison par John Arbour.
Parmi les joueurs notables ayant joué pour les Saints, il y avait Wayne Connelly (meilleur pointeur de la franchise), Mike Walton, Mike Antonovich (plus grand nombre de matchs joués), Ted Hampson, Dave Keon, John McKenzie, Rick Smith, hommes forts Jack Carlson, Gord Gallant, Curt Brackenbury, Bill Butters et Paul Holmgren et gardiens Mike Curran et John Garrett. Lors des demi-finales de la saison 1973-1974 contre les Aeros de Houston, l'attaquant controversé Bill « Goldie » Goldthorpe joua trois parties pour les Saints, ne marquant aucun point et recevant 25 minute de pénalité.
Parmi les joueurs choisis par les Saints lors du repêchage général 1972 est un joueur qui avait joué pour l'équipe des États-Unis lors des Jeux olympiques de 1956, Wendell Anderson. Anderson s'était dit flatté, mais choisit de ne pas joindre les Saints et de continuer son travail quotidien - en tant que gouverneur du Minnesota.

### Records individuels
- Plus grand nombre de matchs joués : Mike Antonovich, 309
- Meilleur buteur : Wayne Connelly, 144
- Meilleur passeur : Mike Walton, 145
- Meilleur pointeur : Wayne Connelly, 283
- Plus grand nombre de minutes de pénalité : Gord Gallant, 490
- Plus grand nombre de matchs joués par un gardien de but : John Garrett, 150
- Plus grand nombre de blanchissages : Mike Curran, 7

### Repêchages
Choix du premier tour des repêchages amateurs AMH
| Année | Nom du joueur  | Rang | Équipe mineure (ligue)      |
| ----- | -------------- | ---- | --------------------------- |
| 1973  | Bob Gainey     | 7e   | Petes de Peterborough (AHO) |
| 1974  | Bruce Boudreau | 14e  | Marlboros de Toronto (AHO)  |
| 1975  | Greg Hickey    | 10e  | Fincups de Hamilton (AHO)   |
| 1976  | Glen Sharpley  | 3e   | Festivals de Hull (LHJMQ)   |

## Entraineurs
Glen Sonmor fut le directeur général des deux franchises des Saints. Il était également l'entraîneur-chef durant la première partie de la saison inaugurale. Lorsqu'il abandonna ses fonctions d'entraîneur, il fut remplacé par son assistant Harry Neale. Ce dernier conserva son poste jusqu'à ce que la première franchise cessa ses activités en février 1976. Pour la saison 1976-1977, Somnor reprit le poste.

## Bilan par saison
| Saison     | PJ  | V   | D   | N  | Pts | BP    | BC    | Pun   | Classement              | Séries éliminatoires                                          |
| ---------- | --- | --- | --- | -- | --- | ----- | ----- | ----- | ----------------------- | ------------------------------------------------------------- |
| 1972-1973  | 78  | 38  | 37  | 3  | 79  | 250   | 269   | 1 134 | 4e de la Division Ouest | 1-4 Jets de Winnipeg                                          |
| 1973-1974  | 78  | 44  | 32  | 2  | 90  | 332   | 275   | 1 243 | 2e de la Division Ouest | 4-1 Oilers d'Edmonton 2-4 Aeros de Houston                    |
| 1974–75    | 78  | 42  | 33  | 3  | 87  | 308   | 279   | 1 233 | 3e de la Division Ouest | 4-2 Whalers de la Nouvelle-Angleterre 2-4 Nordiques de Québec |
| 1975–76    | 59  | 30  | 25  | 4  | 64  | 211   | 212   | 1 354 | n'a pas fini la saison  |                                                               |
| 1976–77    | 42  | 19  | 18  | 5  | 43  | 136   | 129   | 600   | n'a pas fini la saison  |                                                               |
| Totaux AMH | 335 | 173 | 145 | 17 | 363 | 1 237 | 1 164 | 5 564 |                         |                                                               |

## Prix et récompenses de l'AMH
L'Association mondiale de hockey remettait des prix et des récompenses individuelles et collectives aux joueurs et aux équipes qui jouaient en son sein. Ci-dessous sont listés les différents trophées et honneurs reçus par l'équipe des Fighting Saints et ses joueurs.
- Trophée Bill-Hunter, remis annuellement au meilleur buteur de hockey sur glace de la saison dans l'Association mondiale de hockey :
  - 1974-Mike Walton
- Trophée Paul-Deneau, remis annuellement au joueur le plus gentilhomme de la saison de hockey sur glace dans l'Association mondiale de hockey :
  - 1973-Ted Hampson

## Couverture médiatique
Les parties de la première franchise des Fighting Saints pouvaient être entendues sur WLOL Radio de 1972 à 1976, avec Franck Buetel comme annonceur. Buetel était le commentateur pour les North Stars du Minnesota sur WTCN-TV (maintenant KARE-TV). Il avait pour cocommentateurs Roger Buxton, Bob Halvorson - directeur des relations publiques des Saints lors de leur première saison - et Bill Allard - directeur des relations publiques des Saints de 1973 à 1976. Aucune station de radio locale ne retransmit les rencontres des « New » Saints.
De temps à autre, les matchs des Saints étaient télévisés sur WTCN. la première partie sur WTCN était à domicile contre les Crusaders de Cleveland, commentée par Buetel et Allard. Buxton commenta les autres parties sur WTCN.
Le 7 janvier 1973, CBS retransmit son premier match de l'AMH, entre les Fighting Saints et les Jets de Winnipeg en direct du nouveau St. Paul Civic Center, avec Ron Oakes, Gerry Cheevers et Dick Stockton commentant. Au cours de la saison 1973-1974, une rencontre à domicile des Saints fut télévisée sur KTCA-TV (PBS).
Les principaux journalistes sportifs qui avaient couvert les Fighting Saints étaient Charlley Hallman du St. Paul Pioneer Press et John Gilbert du Minneapolis Tribune.